# Єпішов Георгій Якович
Гео́ргій Я́кович Є́пішов (1 квітня 1914, Олень-Колодязь, Каширський район, Воронезька область — † 2008), почесний громадянин Кременчуказ вересня 1996 року: «за великий внесок у справу благоустрою міста — створення парків, скверів, бульварів».

## Життєпис
Закінчив семирічну школу. Розпочав свою трудову діяльність учнем, помічником кіномеханіка, кіномеханіком у селі Землянське Воронезької області. Закінчив лісотехнічний інститут.
У 1934—1935 роках навчався у Воронезькому фабрично-заводському училищі; у 1935—1936 роках — на робітничому факультеті у місті Воронежі. У 1936 році вступив, а в 1941 році закінчив Воронезький лісотехнічний інститут, отримавши фах інженера лісового господарства.
У часи Другої світової війни служив у евакогоспіталі № 2729. Після закінчення війни із 1945 року до 1946 працював лісоінженером у Харківському міжобласному лісництві.
З 1946 року до 1950- лісничий Котелевського лісництва Полтавської області.
Із 1950 року до 1966 очолював Кременчуцький лісгосп і одночасно Кременчуцьку лісозахисну станцію.
У 1950—1954 роках був депутатом Кременчуцької районної Ради.
1} 1966 по 1982 рр. — керівник зеленого господарства м. Кременчука.
У 1982 році перейшов працювати заступником директора парку Миру, у 1993 році звільнився у зв'язку з виходом на пенсію.
З 1966 по 1982 рік працював керівником комунального підприємства Кременчука «Зеленбуд», очолював колектив понад 15 років.
Зробив великий внесок у справу озеленення та благоустрою міста, створення парків —
- 1967 — Ювілейний,
- 1977 — Воїнів — інтернаціоналістів,
- 1983 — Миру,
- скверів, бульварів, розбивалися квітники та розсадники.

За часів його роботи Кременчук вважався «зеленою столицею» України.

## Нагороди
- орден Трудового червоного Прапора — за впровадження передових методів виробництва (1950 р.);
- орден Вітчизняної війни II ступеня — в ознаменування 40-річчя Перемоги у Великій Вітчизняній війні (1985 р.);
- медаль «За бонові заслуги» (1944 р.);
- медаль «За перемогу над Німеччиною у Великій Вітчизняній війні 1941—1945» (1947);
- медаль «За перемогу над Японією» (1947 р.);
- медаль «За звитяжну працю. На відзнаку від 100-річчя від дня народження В. І. Леніна» (1970 р.);
- ювілейна медаль «50 років Збройних Сил СРСР» (1969 р.);
- ювілейна медаль «60 років Збройних Сил СРСР» (1979 р.);
- ювілейна медаль «20 років перемоги у Великій Вітчизняній війні 1941—1945» (1967 р.);
- ювілейна медаль «30 років перемоги у Великій Вітчизняній війні» (1975 р.);
- ювілейна медаль «40 років перемоги у Великій Вітчизняній війні» (1985 р.);
- пам'ятний знак «50 років визволення України» (1995 р.).

## Вшанування пам'яті
- 12 вересня 2011 року відбулося урочисте відкриття меморіальної дошки Георгію Єпішову (на головному корпусі управління КП «Благоустрій Кременчука» за адресою: м. Кременчук, вул. 1905 року, 17) з пам'ятним написом «В цій будівлі з 1966 по 1992 роки працював видатний громадський діяч, керівник зеленого господарства м. Кременчука, Почесний громадянин міста Георгій Якович Єпішов».